# Copa Camel 1926
En 1926 se realizó el tercer torneo de Copa organizado por la Federación de Fútbol de Costa Rica, bajo el nombre de Copa Camel (el trofeo fue obsequiado por la Cigarrería Mendiola y Compañía) la Liga Deportiva Alajuelense se alzó con su primer trofeo oficial en la primera división.
Los 8 equipos participantes: Club Sport La Libertad, Club Sport Once Tigres, Liga Deportiva Alajuelense, Club Sport Cartaginés, Sociedad Gimnástica Española, Club Sport Herediano, Unión Deportiva Moravia, Independencia de Tibás. En este certamen el Club Sport La Libertad estaba sembrado en las semifinales por ser el último campeón de copa y del torneo de primera división.
Los goleadores del torneo fueron Alejandro Morera Soto de Liga Deportiva Alajuelense y Miguel Barrientos del Independiente de Tibás, con cuatro anotaciones cada uno.
Alajuelense se proclamó campeón del torneo al vencer en la cuartos de final a Cartaginés (4-1), en la semifinal a Independencia de Tibás (4-1) y a La Libertad en la final (2-1).

## Cuartos de final
| 20 de junio de 1926 | Herediano                                            | 4:0 | Gimnástica Española | Estadio Nacional, San José |                           |
|                     | Joaquín Gutiérrez Claudio Arguedas Braulio Morales 2 |     |                     | Árbitro(s): Enrique Ulloa  | Árbitro(s): Enrique Ulloa |

| 27 de junio de 1926 | Alajuelense | 4:1 | Cartaginés |                            |  |
|                     |             |     |            | Árbitro(s): Claudio Alfaro |  |

| 7 de julio de 1926 | Moravia | 1:1 | Independencia | Estadio Nacional, San José |  |
|                    |         |     |               | Árbitro(s): Juan Bonilla   |  |

| Desempate; 11 de julio de 1926 | Moravia                        | 3:5 | Independencia                           | Estadio Nacional, San José |                          |
|                                | Geoffroy Castro 2 Eliseo Arias |     | Miguel Barrientos 4 Francisco Rodríguez | Árbitro(s): Juan Bonilla   | Árbitro(s): Juan Bonilla |

## Semifinales
| 18 de julio de 1926 | Alajuelense        | 4:1 | Independencia | Estadio Nacional, San José |                            |
|                     | Alejandro Morera 4 |     | Vidal Piedra  | Árbitro(s): Gastón Michaud | Árbitro(s): Gastón Michaud |

| 25 de julio de 1926 | La Libertad1      | 2:1 | Herediano         | Estadio Nacional, San José |                       |
|                     | Rafael Madrigal 2 |     | Joaquín Gutiérrez | Árbitro(s): Mr. Bruce      | Árbitro(s): Mr. Bruce |

1. El Club Sport La Libertad está sembrado en semifinales por ser el último campeón de copa y del torneo de primera división.

## Final
| 8 de agosto de 1926 | Alajuelense      | 2:1 | La Libertad     | Estadio Nacional, San José |                           |
|                     | Enrique Solera 2 |     | Rafael Madrigal | Árbitro(s): Enrique Ulloa  | Árbitro(s): Enrique Ulloa |

|                            |
| Liga Deportiva Alajuelense |
|                            |
| 1° título                  |

| Predecesor: Torneo de Copa 1925 | Torneo de Copa de Costa Rica 1926 | Sucesor: Torneo de Copa 1928 |